# سینووکس
سینووکس یکی از داروهای درمان بیماری ام اس یا اسکلروز چندگانه است.

## تعریف
سینووکس، CinnoVex نام تجاری داروی اینترفرون بتا یک آ می‌باشد که در کشور ایران به عنوان سومین تولید کننده در دنیا به بازار عرضه شده است.این دارو توسط شرکت سیناژن و به عنوان یک داروی بیوژنریک یا بیوسیمیلار ( مشابه سازی دقیق از دارو) به بازار عرضه شده است.

## موارد مصرف
سینووکس (اینترفرون بتا - ۱a) برای درمان بیماران مبتلا به اشکال عودکننده بیماری ام اس یا مولتیپل اسکلروزیز MS و CIS جهت کاهش تکرار، exacerbation بالینی و تاخیر در بروز ناتوانی‌های حرکتی تجویز می‌گردد.

## دسته بندی شیمیایی
سینووکس از دسته گلیکوپروتئین‌ها و از جمله داروهای نوترکیب می‌باشد.

## ساختمان و خصوصیات مولکولی
سینووکس یا اینترفرون بتا - ۱a نوترکیب، گلیکوپروتئینی است با خواص ضد ویروسی که وزن مولکولی آن حدود ۲۲٫۵۰۰ دالتون و دارای ۱۶۶ آمینواسید می‌باشد. این یک محصول تولید شده از طریق تکنولوژی DNA نوترکیب با استفاده از سلولهای مهندسی ژنتیک شده تخمدان هامستر چینی [(Chinese Hamster Ovary(CHO] که حاوی ژن اینترفرون بتای انسانی هستند.

## دسته بندی دارویی و گروه فارماکولوژیک
اینترفرون بتا از دسته Cytokineها می‌باشد.

## شکل دارویی و قدرت اثر (Potency)

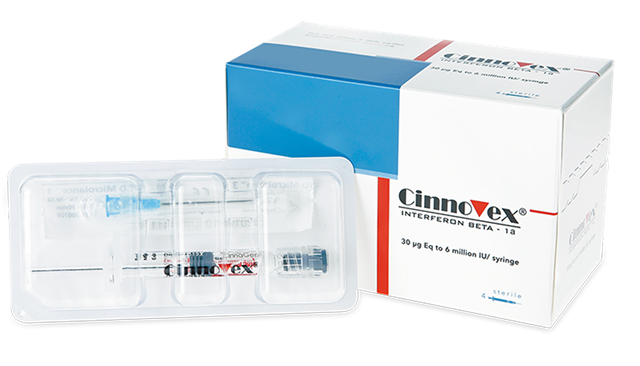
نوع جدید سینووکس

ویال تزریقی (۲ میلی لیتری) حاوی جزء فعال به صورت لیوفیلیزه به همراه آب قابل تزریق در ویال‌های ۲ میلی لیتری. 
هر ویال حاوی شش (۶) میلیون واحد بین‌المللی است (۶ MIU)

## طریق مصرف
تزریق عضلانی (IM)

## لینک‌ها
فرانهوفر آلمان 

سینووکس